# God of War (videogioco 2018)
God of War è l'ottavo capitolo e soft-reboot della serie God of War.
Sviluppato da SIE Santa Monica Studio e pubblicato dalla Sony Interactive Entertainment per PlayStation 4 il 20 aprile 2018, il gioco vede il protagonista della serie, Kratos, tornare come personaggio principale con accanto il figlio Atreus, a cui deve fare da mentore dopo la morte della madre, dominando la furia che lo ha animato per tanti anni nella sua vendetta contro l'Olimpo. Primo capitolo della seconda saga, chiamata "Seconda Era" e ambientata nella mitologia norrena, il gioco è stato elogiato dalla critica e ha vinto svariati premi.
Descritto come una rivisitazione della serie, il gameplay è stato completamente ricostruito e tra i vari cambiamenti è inclusa l’arma principale: Kratos, infatti, oltre a utilizzare le sue doppie lame incatenate (le Lame del Caos), utilizza un'ascia da battaglia magica chiamata Leviatano. Un altro cambiamento significativo è dato dal fatto che il gioco utilizza una telecamera libera sopra le spalle, in contrasto con la telecamera cinematografica fissa vista nei capitoli precedenti; ci sono poi anche elementi presenti nei giochi di ruolo, come il potenziamento delle caratteristiche e le interazioni con Atreus, in grado di fornire assistenza durante il gioco. Un breve gioco testuale chiamato God of War: A Call from the Wilds è stato pubblicato il 1º febbraio 2018 attraverso Facebook Messenger e segue Atreus nella sua prima avventura nella selvaggia terra norrena. Una versione per Microsoft Windows è stata rilasciata il 14 gennaio 2022.

## Trama
Sono passati diversi anni da quando Kratos si è finalmente preso la sua tanto agognata vendetta contro gli dei dell'Olimpo, uccidendoli uno dopo l'altro e portando l'antica Grecia alla rovina. Sopravvissuto allo scontro finale con Zeus, sovrano dell'Olimpo nonché suo padre, e al proprio conseguente sacrificio per donare la speranza all'umanità, lo spartano fuggì dall'ormai devastata Grecia e viaggiò verso nord raggiungendo la terra delle antiche divinità norrene e si stabilì in questa nuova e selvaggia patria, conducendo una vita tranquilla con la sua nuova famiglia. Di essa fa adesso parte solo il giovane figlio Atreus, con il quale Kratos si prepara ad affrontare un lungo viaggio per onorare l'ultimo desiderio in punto di morte di Faye, nuova moglie dello spartano e madre del giovane Atreus: che le sue ceneri vengano sparse sulla cima della vetta più alta dei Nove Regni norreni.
Dopo aver ultimato i preparativi per il funerale di Faye, Kratos e Atreus cremano la donna e ne recuperano le ceneri, per poi decidere di andare subito a caccia, affinché Kratos possa sapere se Atreus è pronto a compiere il lungo viaggio. Durante la battuta di caccia, vengono assaliti da alcuni draugr e un troll. Kratos nota l'inesperienza del figlio e decidono di ritornare a casa una volta terminato lo scontro. Durante una discussione, lo spartano e il figlio vengono interrotti dall'arrivo di uno sconosciuto, il quale sembra conoscere la verità su di lui e sul suo passato. Kratos inizia a combattere contro lo sconosciuto (che ricorre ai suoi poteri divini), e, nella difficoltà del combattimento contro un avversario invincibile che appare non provare dolore, sfrutta la propria furia, tenuta fino a quel momento sotto controllo, per spezzargli il collo e gettarlo in una profonda faglia creatasi nel combattimento. 
Conscio del pericolo, Kratos recupera Atreus dall'abitazione, e i due partono verso la montagna più alta di Midgard. Durante la scalata, i due affrontano diversi nemici, fra cui un secondo troll, e fanno conoscenza di un nano fabbro, Brok, il quale potenzia l'ascia del Leviatano, la nuova arma di Kratos, un tempo appartenuta alla moglie e creata per lei dallo stesso nano. Durante una seconda battuta di caccia a un cinghiale, il duo incontra una strega dei boschi, la quale mostra di conoscere la vera natura di Kratos, e avverte quest'ultimo dell'arrivo degli Aesir e della necessità di rivelare al figlio la sua vera natura. Dopo aver aiutato la strega a curare il cinghiale catturato, Kratos e Atreus riprendono il viaggio, e navigando fino al Lago dei Nove, svegliano il Serpente del Mondo, Jormungandr, che si dimostra amichevole. Il suo risveglio fa riemergere il Tempio di Týr (punto di collegamento fra i nove regni), rimasto sommerso per molti anni a causa dell'innalzamento del livello dell'acqua causato dal precedente inabissamento del Serpente. Terminato l'attraversamento del ponte del Lago dei Nove, i due guerrieri incontrano il nano Sindri, fratello di Brok da lui separatosi per divergenze professionali, il quale decide di potenziare ulteriormente l'ascia di Kratos, creata assieme al fratello, per rispetto nei confronti della defunta Faye. Continuando la scalata, Kratos e Atreus sono obbligati a fermarsi a causa di una nube nera, l'Alito Nero, posta da Odino per ostacolare la scalata della montagna. Qui vengono raggiunti dalla strega, la quale li avverte che solo la luce di Alfheim, il regno degli elfi, è abbastanza potente da dissipare l'Alito Nero. Kratos, Atreus e la strega tornano pertanto al Lago dei Nove e risvegliano il tempio di Týr con il Bifrost, poi viaggiano verso il regno di Alfheim; tuttavia, la strega, che aveva nel mentre concesso ad Atreus la propria corda d'arco per poter ospitare in futuro piccole quantità di Luce di Alfheim e attivare cristalli di luce, viene risucchiata nuovamente a Midgard, a causa di una maledizione lanciata da Odino che le impedisce di lasciare quest'ultimo regno.
Giunti nel nuovo regno, Kratos e Atreus si fanno strada sbaragliando l'esercito degli Elfi oscuri, che i due scoprono essere in guerra, ormai al termine, con gli Elfi chiari. I due entrano nel tempio ad anelli che conserva la luce di Alfheim, liberano questa dal controllo degli Elfi oscuri e  uccidono il re di questi ultimi (che misteriosamente afferma che così facendo i due hanno compiuto un grave errore), ribaltando le sorti della guerra tra elfi e ricaricano il Bifrost. Per farlo, Kratos entra nella luce, dove sperimenta una visione dei vari luoghi del viaggio mentre si ode un canto di struggente bellezza, passati e futuri, per esaudire l'ultimo desiderio di Faye e ode le parole confessate alla defunta madre in assenza del padre da uno sconsolato Atreus: nella visione, il giovane, disperato per la perdita di Faye, accusa il padre di non cercare nemmeno di capirlo, ma decide che, nel caso ciò accadesse, egli tenterà a sua volta di comprendere il padre.
Quando Kratos allunga la mano per toccare la visione nella luce, Atreus, con grandi difficoltà, trascina il padre fuori da essa: un furibondo Kratos chiede al figlio il motivo per cui lo ha tirato fuori, ma, vedendo i cadaveri degli Elfi oscuri, si rende conto che il tempo è trascorso molto più lentamente nella luce, lasciando da solo il ragazzo e in balia del pericolo, con grande rabbia del giovane. Padre e figlio hanno poi una discussione, sulla via del ritorno per Midgard, in cui Atreus rinfaccia al padre di non provare dolore per la perdita della madre, ma questi lo redarguisce severamente, rivelando che anche lui sta soffrendo per la morte di Faye, ma che ha bisogno di rimanere vigile fino alla fine del loro viaggio. Questa discussione permette ad Atreus di capire un po' meglio suo padre, avvicinandoli di più. 
Dopo aver dissipato l'Alito Nero, Kratos e Atreus salgono sulla vetta di Midgard, ma nel mentre ascoltano una conversazione tra lo sconosciuto, incredibilmente vivo, e due suoi alleati con un uomo imprigionato in un albero. Dopo che lo Straniero abbandona il luogo, Kratos e Atreus incontrano l'imprigionato, il quale si presenta come Mimir, l'uomo più sapiente di tutti i Regni, il quale rivela loro che lo straniero è Baldur, un Aesir e figlio di Odino, mentre i due alleati sono i figli di Thor, Magni e Modi. Kratos e Atreus spiegano all'uomo la loro missione, ma questi rivela anche che la vetta più alta di tutti i Nove Regni si trova in realtà a Jötunheim, e che tutti gli accessi sono stati bloccati da una runa segreta per impedire a Odino e Thor di raggiungere il regno dei giganti. Mimir, però, conosce un altro passaggio, pertanto Kratos lo libera, decapitandolo e portando la sua testa alla strega, che riesce a rianimarla. La conversazione tra i due rivela che la strega è in realtà Freya, una dea Vanir nonché ex sposa di Odino. Kratos, a causa del suo rapporto non molto sano con gli dei, diffida immediatamente di lei e si allontana, ma sia Freya sia Mimir lo avvertono di raccontare ad Atreus la sua vera natura di dio, cosa che Kratos gli tiene segreta.
Insieme a Mímir, il trio raggiunge un ponte del tempio di Týr per poter chiedere informazioni a Jormungandr su come raggiungere il regno dei Giganti. Solo il sapiente Mimir conosce la lingua dei giganti parlata dal serpente (quest'ultimo lo è egli stesso). Il serpente rivela di conoscere la recente perdita di Kratos e Atreus e accetta di aiutarli, così i tre partono alla ricerca dello scalpello magico nei pressi del cadavere del gigante Thamur per aprire il portale di Jötunheim, ma vengono raggiunti da Magni e Modi, i quali ingaggiano battaglia. Nello scontro, Kratos uccide Magni, mentre Modi abbandona il combattimento. Qui Atreus inizia a manifestare i sintomi di una malattia, i quali esplodono a causa un'imboscata al tempio da parte di Modi. Kratos lo respinge, ma Atreus crolla malato a causa di una contraddizione mentale di un dio che crede di essere mortale. Kratos, su consiglio di Mimir, chiede aiuto a Freya, la quale lo informa che per salvare il ragazzo necessita del cuore del Guardiano di Helheim, l'oltretomba norreno; tuttavia questo regno è preda di un gelo perenne, pertanto l'ascia di Kratos è inutile in un luogo del genere. Kratos realizza che ha bisogno di un'altra arma e torna a casa, dove viene perseguitato dal fantasma di Atena mentre riprende le sue antiche armi, le Lame del Caos, infuse del fuoco primordiale. Giunti nel regno di Helheim, Kratos affronta il troll a guardia del regno e lo uccide, recuperando il cuore, ma sperimenta le visioni che tormentano le anime dannate del regno, vedendo suo padre Zeus, cosa che fa capire a Mimir la sua vera identità, il leggendario Fantasma di Sparta. Aveva comunque già capito che era un greco quando aveva pronunciato il nome di Atena.
Recuperato il cuore, Kratos ritorna da Freya e questa guarisce Atreus, al quale lo spartano decide di rivelare la loro reale natura divina. Kratos e Atreus riprendono il viaggio, recuperando la runa segreta dal tempio di Týr. Durante il viaggio verso la cima della montagna però, Atreus inizia a cambiare diventando arrogante e presuntuoso, credendosi invincibile, visto che ha scoperto di essere una divinità, al punto da uccidere un già sconfitto Modi, il quale si era ripresentato a loro colmo di rabbia dopo che il padre Thor lo aveva picchiato per il suo fallimento e la perdita del fratello, cosa che sconvolge Kratos.
Una volta raggiunta la cima, aprono il portale per Jotunheim ma vengono attaccati da Baldur, che distrugge il ponte e l'unica via d'accesso per il regno dei giganti. Atreus, ormai soggiogato dalla sua natura divina, sfida Baldur ma questi lo sconfigge con facilità. Nell'inseguimento a bordo del drago di Baldur e nella feroce battaglia che ne consegue, i quattro raggiungono la camera per il viaggio fra i regni, nel tempio di Týr, ma Kratos, per impedire al dio norreno di portare tutti ad Asgard, cambia la destinazione facendo andare tutti e quattro a Helheim. Qui Kratos rimprovera severamente suo figlio, facendogli capire che la sua arroganza ha quasi rovinato tutto, facendolo pentire per il comportamento tenuto. Lo spartano, Atreus e Mimir cercano di fuggire dal regno dei morti ma, oltre a sperimentare le visioni che avevano tormentato Kratos la prima volta, trovano Baldur, scoprono che Freya è sua madre. Alla sua nascita le rune ne predirono la morte e Freya decise di renderlo completamente invulnerabile con un potente incantesimo, cosa che lo ha fatto impazzire essendo stato completamente privo di qualsiasi sensazione fisica per centinaia di anni. Prima di fuggire però Kratos ha un'altra visione di quando uccise Zeus, a cui assiste anche Atreus. 
Giunti in una stanza segreta di Odino, i tre trovano un indizio per un secondo passaggio attraverso cui raggiungere Jotunheim, e questi, vedendo la struttura del tempio, capiscono che bisogna ribaltare il Tempio, in modo da aprire il sentiero segreto di Týr per il Regno dei Giganti. Una volta fatto, però, il meccanismo non funziona e Mimir si rende conto che senza il Cristallo di Jotunheim non si può riflettere l'energia mistica con cui aprire il varco per il Regno, così intende usare sé stesso come cristallo, usufruendo del Bifrost che ha al posto degli occhi. Il problema è che egli è incompleto, a causa del fatto che il suo occhio sinistro fu rubato da Odino e piazzato, stando alle parole di Brok e Sindri, nella statua di Thor posta sopra il lago dove si erge il tempio, che è stata però divorata dal Serpente del Mondo, acerrimo nemico del dio del tuono. Grazie a Mimir i tre entrano nel ventre della bestia e recuperano l'occhio, ma anche qui Baldur si intromette di nuovo, colpendo il serpente a tal punto da fargli sputare i tre. Gettati nei pressi del corpo del gigante Thamur, Kratos e Atreus vengono raggiunti da Freya in cerca di Baldur, che riappare poco dopo e si ritrova faccia a faccia con la madre. Freya cerca perdono, ma ormai il dio è accecato dall'odio e dalla vendetta per averlo privato dalla sensorialità e intende solo ucciderla. Kratos si frappone tra i due, cercando di farlo ragionare, spiegandogli che la vendetta non gli avrebbe dato la pace, ma Baldur non lo ascolta e decide di eliminarlo definitivamente per poter poi eliminare la madre. I due ingaggiano un epico scontro, con Freya che si intromette per proteggere Baldur. Proprio quando Kratos sembra avere la peggio, perché bloccato dalle radici magiche della dea, Atreus fa da scudo al padre venendo violentemente colpito dall'ostico avversario, il quale però si ferisce con un pezzo di vischio che Kratos aveva utilizzato per riparare la faretra del figlio. Si scopre così che il vischio era il punto debole della magia che rendeva Baldur invulnerabile ad ogni minaccia terrena; l'incantesimo si spezza, per la gioia dello stesso Baldur, che ora è di nuovo sensibile, così il combattimento continua con l'irata Freya che prende il controllo del gigantesco cadavere di Thamur, con cui tenta nuovamente di bloccare Kratos. Atreus però, istintivamente, inizia a parlare la lingua dei giganti e chiama in aiuto Jormungandr, che si è ripreso e si avventa contro il gigante scagliando via Freya, mentre padre e figlio sconfiggono Baldur. Quest'ultimo serba ancora rancore nei confronti della madre, così Freya si offre di farsi uccidere pur di vedere felice il figlio, ma proprio mentre Baldur sta per soffocarla fra le sue mani, interviene Kratos che afferra quest'ultimo e, non senza dolore nel cuore, gli spezza l'osso del collo, uccidendolo definitivamente. Baldur tuttavia muore felice sentendosi finalmente libero da quella che era stata una vita senza gioie. Freya, ripresasi, piange la morte del figlio promettendo vendetta contro lo spartano, rinfacciandogli di come non sia migliore degli altri dei, cosa che incuriosisce e preoccupa Atreus. A quel punto, Kratos racconta al figlio cosa fece nella sua terra natia, di come ne uccise le divinità, incluso il padre, ma spiega al figlio che bisogna essere dei migliori rispetto a quelli del passato. Freya lancia un ultimo sguardo ai due e si allontana con la salma del figlio.
Infine, Kratos e Atreus grazie a Mimir raggiungono per l'ultima volta il Tempio di Týr e raggiungono Jotunheim. Mentre raggiungono la vetta più alta del regno dei giganti, Atreus inizia a leggere le rune e i dipinti sulla grotta nella montagna e scopre che il vero nome della madre era Laufey, una gigantessa, e che il loro viaggio era già stato predetto fin dal principio. Questa rivelazione fa capire a Kratos che Atreus è mezzo dio e mezzo gigante (motivo per cui impara perfettamente tutte le lingue solo a sentirne il nome) e che Baldur in realtà era sulle tracce di Faye per avere informazioni su come raggiungere Jotunheim. Un ulteriore dipinto nascosto mostra però Kratos morto fra le braccia del figlio, mentre vomita dei serpenti dalla bocca.
I due infine, spargono le ceneri della madre nella sua terra natia e si concedono qualche momento di riposo, provati dal viaggio. Atreus però interrompe il momento, dicendosi dubbioso su fatto che i giganti lo indichino come Loki, al che Kratos ricorda che quello era il nome che voleva dargli Faye prima che l'uomo la convincesse a chiamarlo Atreus. Molto tempo fa, quando Kratos era un semplice soldato spartano, aveva un commilitone di nome Atreus che nonostante le avversità era sempre ottimista, gioioso, e rincuorava tutti nei momenti difficili, persino Kratos.
Tornati a Midgard, scoprono che è iniziato l'inverno con largo anticipo. Secondo Brok, Sindri e Mimir è il Fimbulwinter, ossia un inverno che durerà tre estati e precederà il Ragnarǫk. Mimir afferma che secondo lui le azioni di Kratos hanno anticipato il Ragnarǫk. Tornati a casa, Atreus ha una visione del futuro di alcuni anni dopo in cui, in pieno Fimbulwinter, Thor si recherà a casa loro.

## Personaggi

Kratos e Atreus in una scena del gioco

- Kratos: personaggio principale di tutta la saga, in questo capitolo il suo aspetto ha subito alcune modifiche: fisicamente è stato reso più proporzionato e realistico rispetto alle esagerazioni dei precedenti capitoli; si è fatto inoltre crescere una folta barba, il tatuaggio rosso si è sbiadito ed è visibilmente invecchiato, pur dimostrando di essere sempre un guerriero forte e implacabile. Anche il suo carattere ha subito cambiamenti: è divenuto freddo e taciturno e sembra non provare più la rabbia omicida che lo ha spinto a distruggere la sua terra natale. Il suo unico obiettivo ora è quello di educare il figlio Atreus, col quale ha problemi a relazionarsi. Nonostante ciò, a modo suo, Kratos gli vuole molto bene. È inoltre costantemente tormentato dalle atrocità commesse in passato.
- Atreus: figlio di Kratos e co-protagonista del gioco, è un bambino di indole gentile e altruista, malgrado la propensione alla rabbia ereditata dal padre. Nonostante la sua ingenuità, ha una grande voglia di imparare da Kratos, ma commette spesso errori che gli costano i rimproveri di quest’ultimo. Atreus e Kratos non hanno mai stretto un forte legame, prima della morte di Faye; solo allora i due intraprenderanno un viaggio che li farà avvicinare. In battaglia impugna un arco e un pugnale. Ha la curiosa abilità di imparare in poco tempo lingue nuove e riesce a sentire le voci degli spiriti presenti nell’ambiente circostante.
- Mímir: conosciuto come l'uomo più saggio dei Nove Regni, è un essere dall'aspetto di un fauno che conosce ogni cosa del mondo. È a conoscenza della vera natura di Kratos, il quale lo libererà dalla prigionia impostagli da Odino; dopo che la sua testa viene rianimata, Mimir si offre di fare da guida ai due protagonisti nel loro viaggio verso Jotunheim.
- Freya: conosciuta inizialmente come "Strega della foresta", solo in seguito si scoprono il suo vero nome e la sua appartenenza agli dèi Vanir. È una donna molto affascinante e dotata di un grande potere magico; come Mimir, anche lei è al corrente della natura divina di Kratos. È la guardiana degli animali della foresta in cui vive e si affeziona particolarmente ad Atreus. È stata la seconda moglie di Odino ed è la madre del suo secondogenito Baldur; il matrimonio, tuttavia, fu combinato solo per questioni d’interesse, dal momento che il Padre degli dèi bramava la conoscenza dei suoi poteri magici, mentre Freyja scelse di sposarsi solo per il bene della sua gente, poiché tutti credevano che per fermare il Ragnarok fosse necessaria l'armonia tra le due fazioni.
- Brok: un nano, fratello di Sindri, col quale divenne famoso per aver creato Mjöllnir; a causa delle innumerevoli morti causate dalla loro creazione, i due litigarono e decisero di lavorare in proprio. Ha la pelle blu per via del continuo contatto diretto con l'argento grezzo; lui e il fratello sono anche i responsabili della forgiatura dell'ascia di Kratos, che un tempo apparteneva a Faye: la fabbricarono dopo essere stati ispirati dalla tenacia della donna, decisa a proteggere i deboli e i bisognosi. Brok è un nano burbero dalla parlantina rozza e sprezzante, ma vuole bene al fratello ed è leale nei confronti di Kratos e Atreus per via del loro legame con Faye.
- Sindri: è il fratello di Brok. Rispetto al fratello, Sindri è decisamente più educato e disponibile, ma ha una morbosa ossessione per la pulizia, che lo costringe a indossare dei guanti per paura di farsi contaminare dai germi.
- Baldur: fratello di Thor, nonché secondogenito di Odino, è il principale antagonista del gioco e uno degli Aesir più potenti. Nonostante le temperature rigide di Midgard, va in giro a petto nudo, mostrando il corpo ricoperto di tatuaggi runici, e si sposta a dorso di un drago. Dimostra capacità fisiche divine e la sua unica invulnerabilità ad ogni sorta di minaccia, frutto di un sortilegio impostogli dalla madre. A causa di ciò, egli è incapace di provare qualsiasi sensazione, sia essa emotiva o fisica come il dolore.
- Magni: fratello di Modi, è uno dei figli di Thor. Combatte sempre in coppia col fratello nonostante l'enorme astio reciproco. Impugna un'enorme spada impregnata del potere del tuono, come il martello del padre.
- Modi: fratello di Magni, impugna uno scudo e una mazza impregnati del potere del tuono.
- Jörmungandr: è il Serpente del Mondo, talmente grande che si dice possa avvolgere l'intero pianeta nelle sue spire e mordersi la coda. Odia profondamente Thor, essendo egli il responsabile della morte di gran parte dei suoi simili e, secondo la leggenda, i due combatteranno fino alla morte al giungere del Ragnarok. È intelligente ed si esprime esclusivamente nella lingua dei giganti, motivo per cui dialoga fluentemente solo con Mimir.
- Valchirie: le nove guerriere più forti dell'esercito di Odino. Mimir le descrive come dotate di una bellezza divina che fa impazzire qualsiasi uomo. Corrotte dal Padre degli dèi, Kratos e Atreus dovranno ucciderle per liberare il loro spirito e renderle di nuovo pure. Poiché le valchirie non sono più presenti a raccogliere le anime meritevoli per il Valhalla, Helheim ha perso il suo equilibrio ed è per questo che i non morti stanno infestando la terra. Mimir accenna di avere avuto tempi addietro una relazione amorosa con la regina delle Valchirie, Sigrun, succeduta a Freya.
- Thor: il dio del tuono, primogenito di Odino, fratello maggiore di Baldur, nonché padre di Magni e Modi. Appare solo nel finale segreto del gioco, dove probabilmente si prepara ad attaccare Kratos per vendicare i figli e il fratello. Mimir lo descrive come una divinità potente, perfida e spietata, dotata di una sete di sangue superiore perfino alla paranoia di Odino.
- Odino: Padre degli Dei e Re degli Aesir, Padre di Thor e Baldur e precedente marito di Freya. Sebbene non compaia in tutto il videogioco, Mimir ne fornisce una descrizione piuttosto approfondita: difatti Odino è un manipolatore guidato dalla paura. Tortura e uccide insieme al figlio i Giganti di Jotunheim per poter apprendere e comprendere i loro segreti sulle visioni del futuro e su come evitare il Ragnarok.

## Doppiaggio
Le voci italiane sono state scelte direttamente da Santa Monica Studio. Rispetto ai suoi predecessori, Kratos non è più doppiato da Marco Pagani, poiché serviva una voce che fosse più adatta al personaggio attuale e, di conseguenza, cambia anche la localizzazione italiana del doppiaggio: dagli studi di Milano, si passa alla Local Transit di Roma.
| Nome personaggio | Doppiatore originale | Doppiatore italiano   |
| ---------------- | -------------------- | --------------------- |
| Kratos           | Christopher Judge    | Pierluigi Astore      |
| Atreus           | Sunny Suljic         | Leonardo Della Bianca |
| Baldur           | Jeremy Davies        | Daniele Raffaeli      |
| Freya            | Danielle Bisutti     | Alessandra Cassioli   |
| Mimir            | Alastair Duncan      | Franco Mannella       |
| Brok             | Robert Craighead     | Roberto Stocchi       |
| Sindri           | Adam J. Harrington   | Massimiliano Alto     |
| Modi             | Nolan North          | Gerolamo Alchieri     |
| Magni            | Troy Baker           | Achille D'Aniello     |
| Zeus             | Corey Burton         | Giovanni Petrucci     |
| Atena            | Carole Ruggier       | Marta Altinier        |

## Sviluppo
Alla prima edizione del Playstation Experience del 2014, il direttore creativo, Cory Barlog, rivela che un nuovo God of War era in sviluppo, affermando che non sarebbe stato un prequel come Ascension, ma un seguito, ovvero ambientato cronologicamente dopo God of War III. Viene mostrato per la prima volta all'Electronic Entertainment Expo 2016 dove vengono mostrate la nuova ambientazione, ovvero quella norrena, e l'introduzione di Atreus.
Barlog rivelò che il gioco viene chiamato semplicemente God of War perché, nonostante sia una continuazione, segna anche l'inizio di un nuovo ciclo per la storia. Barlog rivelò che era tornato a essere il direttore creativo del gioco e che, all'inizio, lo studio era indeciso su dove ambientare il nuovo capitolo: tra le ambientazioni, oltre a quella norrena, venne considerata anche la mitologia indiana, Maya ed egizia. Dopo varie scelte, lo studio era diviso tra mitologia egizia e norrena; alla fine, Barlog optò per quest'ultima, anche perché Ubisoft aveva recentemente rilasciato un nuovo capitolo della saga di Assassin's Creed ambientato, per l'appunto nell'antico Egitto, e non voleva creare troppi problemi.
Essendo un nuovo inizio per la saga, viene cambiato anche l'aspetto di Kratos, rendendolo più vecchio e con una folta barba. Il team, inoltre, cambiò molto anche il suo carattere, rendendolo freddo e saggio, e venne introdotto il figlio Atreus. Infatti, il gioco è incentrato principalmente sul rapporto tra padre e figlio. Lo studio modificò anche il gameplay, cambiando la visuale dall'alto per una in terza persona molto più vicina; inoltre, optò anche per uno stile open map. Venne inserita anche una nuova arma per Kratos, un'ascia in grado di congelare i nemici e che, una volta lanciata, può ritornargli in mano. Lo studio rivelò che, essendo un nuovo inizio per Kratos, dovevano creargli una nuova arma per la sua nuova vita.
Inizialmente, lo studio aveva intenzione di sostituire Kratos con un nuovo personaggio, ma Barlog non accettò tale idea, affermando che Kratos è l'essenza di God of War e che senza di esso non sarebbe un vero God of War. Così, il team decise di lasciare Kratos, ma gli aggiunse un personaggio di supporto, ovvero Atreus, che durante i combattimenti può aiutare il padre.
Santa Monica decise di cambiare anche il doppiatore di Kratos che, fino ad Ascension, era Terrence Carson: infatti, lo studio scelse come nuova voce Christopher Judge che, oltre a doppiare il personaggio, gli ha dato i movimenti con il moption capture. Judge fu ritenuto più adatto a impersonare Kratos per la sua corporatura, così facendo il gioco si sarebbe adattato alla nuova visuale.
In un'intervista del 2019, Cory Barlog ha dichiarato che sono stati rimossi molti boss nel gioco a causa dei tempi troppo lunghi di preparazione. Inoltre ha dichiarato anche che aveva in mente di creare un DLC, ma tale contenuto risultava troppo ambizioso per essere semplicemente un contenuto aggiuntivo e quindi fu messo da parte. Nell'aprile dello stesso anno Santa Monica ha affermato che per lo sviluppo della trama si è ispirata a The Last of Us, affermando che quest'ultimo possiede una narrativa molto profonda e sentimentale e volevano rendere il nuovo God of War allo stesso livello emotivo in fatto di trama.
Il 14 gennaio 2022 è terminata l'esclusiva per le console Sony ed è stato reso disponibile su Steam e Epic Game Store. Le caratteristiche di questa edizione sono: frame rate illimitato, supporto Nvidia DLSS, ray tracing e Reflex, occlusione ambientale con tecnologia GTAO e SSDO, risoluzione fino 4K, ultra-widescreen 21:9. Include anche diversi contenuti estetici e il supporto dei controller wireless Dualshock 4 e Dualsense.

## Accoglienza
| Testata                        | Versione      | Giudizio |
| ------------------------------ | ------------- | -------- |
| Metacritic (media al 16/01/22) | PlayStation 4 | 94/100   |
| Metacritic (media al 16/01/22) | PC            | 93/100   |
| OpenCritic (media al 16/01/22) | varie         | 94/100   |
| Attack of the Fanboy           | PlayStation 4 | [ 9 ]    |
| Attack of the Fanboy           | PC            | [ 10 ]   |
| Destructoid                    | PlayStation 4 | 10/10    |
| EuroGamer.It                   | PC            | 10/10    |
| God is a Geek                  | PlayStation 4 | 10/10    |
| God is a Geek                  | PC            | 10/10    |

God of War ha ricevuto il "plauso universale" secondo il sito aggregatore di recensioni Metacritic, con un punteggio di 94 su 100 da 118 critici. Questo rende God of War (2018) il gioco col voto più alto della serie (a pari merito col God of War del 2005), e il secondo punteggio più alto di tutti i tempi per un gioco PlayStation 4 (posizionandosi dietro The Last of Us Remastered) e il punteggio più alto per un'esclusiva PlayStation 4, non rimasterizzata. È anche il gioco PlayStation 4 col voto più alto del 2018.
God of War ha ricevuto particolare lode per la sua direzione artistica, grafica, nuovo sistema di combattimento, musica, storia, uso della mitologia norrena, personaggi e sensazione cinematografica. Molti critici hanno definito il gioco una "conquista tecnica" e uno dei giochi dall'aspetto più notevole mai sviluppati per console.
Il gioco ha venduto tre milioni di copie a tre giorni dall'uscita rendendolo di fatto il videogioco in esclusiva Playstation 4 più venduto. Un mese dall'uscita ha venduto cinque milioni di copie e nel maggio 2019 ha venduto dieci milioni di copie venendo definito il miglior videogioco della serie, ad agosto 2021 sono state vendute 19 500 000 copie del gioco in versione PS4.
- GamesHunters.it: 9.6/10. "I Santa Monica sono riusciti a creare probabilmente il miglior titolo dell'intera saga, tirando fuori dal cilindro una sceneggiatura magnifica e una direzione artistica eccelsa che tecnicamente ci regala quella che finora è la miglior opera videoludica disponibile su PlayStation 4"[18]

### Riconoscimenti
| Anno | Premio                 | Categoria                                       | Risultato       | Fonte  |
| ---- | ---------------------- | ----------------------------------------------- | --------------- | ------ |
| 2016 | Golden Joystick Awards | Gioco più atteso                                | Candidato       | [ 19 ] |
| 2016 | The Game Awards 2016   | Gioco più atteso                                | Candidato       | [ 20 ] |
| 2017 | Golden Joystick Awards | Gioco più atteso                                | Candidato       | [ 21 ] |
| 2017 | The Game Awards 2017   | Gioco più atteso                                | Candidato       | [ 22 ] |
| 2018 | Golden Joystick Awards | Miglior Narrativa                               | Vincitore       | [ 23 ] |
| 2018 | Golden Joystick Awards | Miglior Visual Design                           | Vincitore       | [ 23 ] |
| 2018 | Golden Joystick Awards | Miglior Audio Design                            | Vincitore       | [ 23 ] |
| 2018 | Golden Joystick Awards | Gioco dell'anno - PlayStation                   | Vincitore       | [ 23 ] |
| 2018 | Golden Joystick Awards | Gioco dell'Anno                                 | Candidato       | [ 24 ] |
| 2018 | The Game Awards 2018   | Gioco dell'Anno                                 | Vincitore       | [ 25 ] |
| 2018 | The Game Awards 2018   | Miglior regia                                   | Vincitore       | [ 25 ] |
| 2018 | The Game Awards 2018   | Miglior narrativa                               | Candidato       | [ 25 ] |
| 2018 | The Game Awards 2018   | Miglior direzione artistica                     | Candidato       | [ 25 ] |
| 2018 | The Game Awards 2018   | Miglior colonna sonora                          | Candidato       | [ 25 ] |
| 2018 | The Game Awards 2018   | Miglior design audio                            | Candidato       | [ 25 ] |
| 2018 | The Game Awards 2018   | Miglior action/adventure                        | Vincitore       | [ 25 ] |
| 2018 | The Game Awards 2018   | Miglior performance, Christopher Judge (Kratos) | Candidato       | [ 25 ] |
| 2019 | BAFTA Games Awards     | Best Game                                       | Vincitore/trice | [ 26 ] |
| 2019 | BAFTA Games Awards     | Artistic Achievement                            | Candidato/a     | [ 26 ] |
| 2019 | BAFTA Games Awards     | Audio Achievement                               | Vincitore/trice | [ 26 ] |
| 2019 | BAFTA Games Awards     | Game Design                                     | Candidato/a     | [ 26 ] |
| 2019 | BAFTA Games Awards     | Music                                           | Vincitore/trice | [ 26 ] |
| 2019 | BAFTA Games Awards     | Narrative                                       | Vincitore/trice | [ 26 ] |
| 2019 | BAFTA Games Awards     | Performer (Christopher Judge)                   | Candidato/a     | [ 26 ] |
| 2019 | BAFTA Games Awards     | Performer (Danielle Bisutti)                    | Candidato/a     | [ 26 ] |
| 2019 | BAFTA Games Awards     | Performer (Jeremy Davies)                       | Vincitore/trice | [ 26 ] |
| 2019 | BAFTA Games Awards     | Performer (Sunny Suljic)                        | Candidato/a     | [ 26 ] |

## Documentario e sequel

### God of War: Raising Kratos
A un anno dall'uscita del gioco, in collaborazione con Santa Monica Studio, Sony decide di pubblicare su YouTube un documentario chiamato God of War: Raising Kratos dove Cory Barlog spiega lo sviluppo del gioco, delle difficoltà riscontrate e dei contenuti rimossi.

### God of War Ragnarök
Un sequel, God of War Ragnarök, è stato annunciato originariamente per uscire nel 2021 su PlayStation 5. Tuttavia, nel giugno 2021, il gioco è stato posticipato al 2022 ed è stato confermato che sarà disponibile anche su PlayStation 4. Il 9 settembre 2021, al termine dello Showcase di Playstation, è stato presentato il primo trailer ufficiale del sequel. Insieme agli interpreti del primo capitolo, si aggiungono anche Ryan Hurst (che doppia Thor), Usman Ally (che doppia Durlin), Laya De Leon Hayes (che doppia Angrboda) e Ben Prendergast (che doppia il dio Tyr). Il gioco è disponibile dal 9 novembre 2022, la data d'uscita è stata rivelata con un altro trailer il 6 luglio 2022.